# Minimalinvasive Ohranlegeoperation
Von minimalinvasiver Ohranlegeoperation spricht man, wenn das Ohr an keiner Stelle durch Schnitte geöffnet wird. Es handelt sich bei ihr um ein geschlossenes Operationsverfahren im Gegensatz zu den offenen traditionellen Ohranlegeoperationen (siehe Otopexie) und der EarFold-Methode, bei denen das Ohr in verschieden großem Ausmaß aufgeschnitten und Haut vom Knorpel abgelöst wird. Weerda hat die minimalinvasiven Ohranlegeoperationen unter dem Begriff Sonderformen der Ohranlegeoperationen zusammengefasst. Unter ihnen ist die Fadenmethode nach Merck die am häufigsten angewendete minimalinvasive Ohranlegemethode.